# Les Alluets-le-Roi
Les Alluets-le-Roi är en kommun i departementet Yvelines i regionen Île-de-France i norra Frankrike. Kommunen ligger i kantonen Poissy-Sud som tillhör arrondissementet Saint-Germain-en-Laye. År 2022 hade Les Alluets-le-Roi 1 332 invånare.

## Befolkningsutveckling
Antalet invånare i kommunen Les Alluets-le-Roi
| Referens: INSEE |